# ISO 21500
La norma ISO 21500 "Guidance on project management" 
in italiano Guida alla gestione dei progetti (project management). È una guida per la gestione dei progetti utilizzabile da ogni tipo di organizzazione, pubblica, privata o comunitaria, e per ogni tipo di progetto, indipendentemente da complessità, dimensione o durata.
La norma presenta i concetti ed i processi considerati buone pratiche nella gestione dei progetti.

## Storia
Nel 2011 l'ISO ha creato il Technical committee ISO/TC 258 Project, programme and portfolio management, che ha iniziato il progetto 21500 per una prima norma internazionale sul tema del Project management.
La ISO 21500 è stata pubblicata per la prima volta il 3 settembre 2012.
L'edizione italiana UNI ISO 21500 è stata pubblicata per la prima volta il 9 maggio 2013.

## Principali requisiti della norma
La struttura della ISO 21500 è suddivisa nei seguenti capitoli:
- 1 Scopo
- 2 Termini e definizioni
- 3 Concetti di project management
- 4 Processi di project management

## Cronologia
| Anno | Descrizione             |  |
| ---- | ----------------------- |  |
| 2012 | ISO 21500 (1ª Edizione) |  |